# Жоффруа III де Пентьевр
Жоффруа III Ботерель (фр. Étienne II de Penthièvre; ум. 1177) — граф де Пентьевр с 1154, сын Риваллона, графа де Пентьевр, и NN де Доль.

## Биография
В 1164 году скончался брат Жоффруа Этьен II. Вероятно, Этьен не имел детей к этому времени, так как графство Пентьевр перешло к его младшему брату Жоффруа III Ботерелю. Также Жоффруа III упоминается как граф де Ламбаль.
Жоффруа не имел детей также, как и его брат. Поэтому, когда он скончался в 1177 году, Пентьевр, Ламбаль, Квентин и Монконтур по завещанию Жоффруа перешли к его ближайшему родственнику, двоюродному брату Алену I, сыну своего дяди Анри, графа Трегье и Генгана и сеньора де Гоэлё.